# Горина, Дина
Дина Горина (азерб. Dina Qorina; род. 1 ноября 1987, Баку) — азербайджанская гимнастка, бывший член азербайджанской команды по художественной гимнастике, мастер спорта, участница летних Олимпийских игр 2008 года.

## Биография
Дина Горина родилась 1 ноября 1987 года в Баку. В 2003 году заняла первое место на чемпионате Азербайджана по художественной гимнастике в соревновании мастеров спорта с результатом в 101,65 балла.
В 2005 году на чемпионате мира в Баку азербайджанская команда с Гориной в составе заняла 11-е место.
В 2008 году в составе команды Азербайджана выступала на летних Олимпийских играх 2008 года, где пробившись в финал, заняла с 31.575 очками 7-е место.
Через год на чемпионате мира в Японии азербайджанская команда с Гориной в составе заняла 4-е место.
В мае 2010 года заняла 5-е место на международном турнире, прошедшем в болгарском городе Бургас. В этом же месяце выступила во внеконкурсной программе на Кубке мира в Минске.